# Sara Keçeci
Sara Keçeci (født 21. oktober 1994 i Sønderborg, Danmark) er en dansk-tyrkisk håndboldspiller, der er assistent- og målvogtertræner for Holstebro Håndbold. Hun har desuden repræsenteret Tyrkiets håndboldlandshold.